# Alexander von Bunge
Alexander (Aleksandr Andreevic ou Aleksandrovic) Andrejewitsch von Bunge (Александр Андреевич Фон Бунге), Kiev, 24 de setembro de 1803 – Dorpat, 18 de julho de 1890) foi um botânico russo.
Foi professor de botânica na Universidade de Tartu, e diretor do departamento de 1842 até 1844.
Fez muitas expedições científicas à Ásia, especialmente à Sibéria.

## Homenagens
Uma cratera de impacto em Marte foi nomeada em honra de Alexander von Bunge.
Em sua honra, no arquipélago das Ilhas da Nova Sibéria, uma meseta arenosa de baixa altitude que une as ilhas de Kotelny e Faddeyevsky leva o seu nome, Terra de Bunge (Земля Бунге).
Algumas espécies nomeadas em sua homenagem:
- Família das Bignoniaceae : Catalpa bungei C.A.Mey., 1837.
- Família das Asphodelaceae : Eremurus bungei Baker, 1879.
- Família das Verbenaceae : Clerodendron bungei Steud., 1882.

## Algumas publicações
- Enumeratio plantarum, quas in China boreali collegit …, S. Petersburgo 1831
- Plantarum mongolica-chinensium decas prima, Kasan 1835
- … Tentamen generis Tamaricum species accuratius definiendi, Dorpat 1852
- Anabasearum revisio, S. Petersburgo 1862
- Generis Astragali species gerontogeae, S. Petersburgo 1868–1869; 2 Teile
- Labiatae persicae, S. Petersburgo 1873